# 沙沟汉墓
沙沟汉墓，位于中国青海省海东市乐都区雨润乡汉庄村，为青海省市县级文物保护单位，公布日期为1987年6月23日，类型为古墓葬。
沙沟汉墓的历史年代为汉。